# 維奇科查湖 (上瓊戈斯區)
12°34′30″S 75°31′32″W / 12.57500°S 75.52556°W
維奇科查湖（Huichicocha），是秘魯的湖泊，位於該國中部胡寧大區，由萬卡約省的上瓊戈斯區負責管轄，處於阿克奇科查湖西北面，長3.16公里、寬1.74公里，海拔高度4,653米。